# True Blue (film, 1996)
Pour plus de détails, voir Fiche technique et Distribution.
True Blue est un film britannique, sorti en 1996.

## Fiche technique
- Titre français : True Blue
- Réalisation : Ferdinand Fairfax (it)
- Scénario : Rupert Walters d'après le livre True Blue: The Oxford Boat Race Mutiny de Daniel Topolski et Patrick Robinson
- Photographie : Brian Tufano
- Musique : Stanislas Syrewicz
- Pays d'origine : Royaume-Uni
- Date de sortie : 1996

## Distribution
- Johan Leysen : Daniel Topolski
- Dominic West : Donald MacDonald
- Dylan Baker : Michael Suarez, S.J.
- Geraldine Somerville : Ruth MacDonald
- Josh Lucas : Dan Warren
- Noah Huntley : Nick Bonham
- Edward Atterton : Freddy Prideaux-Jones
- Jonathan Cake : Patrick Conner
- Tom Hollander : Sam Peterson
- Nicholas Rowe : David Ball
- Alexis Denisof : Ed Fox
- Danny Webb : Alan Palmer
- Bill Nighy : Jeremy Saville
- Timothy Bateson : Porter